# Tunesiens præsidenter
Tunesien blev uafhængigt i 1956 og en republik blev udråbt i 1957. Der har været fire tunesiske præsidenter:

## Præsidenter forRepublikken Tunesien(1957–nu)
| #   | Billede          | Navn (Født-Død)                                                | Periode           | Periode                                                                                         | Parti                                          |
| --- | ---------------- | -------------------------------------------------------------- | ----------------- | ----------------------------------------------------------------------------------------------- | ---------------------------------------------- |
| 1   |                  | Habib Bourguiba حبيب بورقيبة (1903–2000)                       | 25. juli 1957     | 22. oktober 1964                                                                                | Neo Destour (New Constitutional Liberal Party) |
| (1) | 22. oktober 1964 | Habib Bourguiba حبيب بورقيبة (1903–2000)                       | 7. november 1987  | Socialist Destourian Party                                                                      |                                                |
| 2   |                  | Zine El Abidine Ben Ali زين العابدين بن علي (1936–2019)        | 7.ovember 1987    | 27. februar 1988                                                                                | Socialist Destourian Party                     |
| (2) | 27. februar 1988 | Zine El Abidine Ben Ali زين العابدين بن علي (1936–2019)        | 14. januar 2011   | Rassemblement Constitutionel Démocratique                                                       |                                                |
| A   |                  | Mohamed Ghannouchi محمد الغنوشي (f. 1941) Fungerende præsident | 14. januar 2011   | 15. januar 2011                                                                                 | Rassemblement Constitutionel Démocratique      |
| A   |                  | Fouad Mebazaa فؤاد المبزع (1933–2025) Fungerende Præsident     | 15. januar 2011   | 18. januar 2011                                                                                 | Rassemblement Constitutionel Démocratique      |
| A   | 18. januar 2011  | Fouad Mebazaa فؤاد المبزع (1933–2025) Fungerende Præsident     | 13. december 2011 | Uafhængig                                                                                       |                                                |
| I   |                  | Moncef Marzouki المنصف المرزوقي (født 1945) Interim President  | 13. december 2011 | 31. december 2014                                                                               | Congress for the Republic                      |
| 3   |                  | Al-Baji Qaʾid as-Sibsi الباجي قائد السبسي (1926-2019)          | 31. december 2014 | 25. juli 2019 † (Døde mens han var præsident. Hans periode ville have udløbt 31. december 2019) | Nidaa Tounes                                   |
| 4   |                  | Mohamed Ennaceur (født 1934)                                   | 25. juli 2019     | 23. oktober 2019                                                                                | Nidaa Tounes                                   |
| 5   |                  | Kais Saied (født 1958)                                         | 23. oktober 2019  | Nuværende                                                                                       | Non-partisan                                   |

## Fodnoter
1. ↑  Afsat grundet alderdom og dårligt helbred
2. ↑  Sad fem perioder. Valgt uden modkandidat ved præsidentvalgene i 1989 og 1994 og udfordret i 1999, 2004 og 2009
3. ↑  Flygtede fra landet under Jasminrevolutionen
4. ↑  Selvudnævnt fungerende præsident i nogle få timer
5. ↑  Efterfulgte Ben Ali som konsitutionel efterfølger, præsident for folkerepræsentanterne
6. ↑  "Tunisia: New government leaders quit ruling party". BBC News. 18. januar 2011.
7. ↑  Valg af Tunesiens nationale parlament
8. ↑  Valgt som præsident i 2014